# Wijken en buurten in Hilvarenbeek
De Nederlandse gemeente Hilvarenbeek is voor statistische doeleinden onderverdeeld in wijken en buurten. De gemeente is verdeeld in de volgende statistische wijken:
- Wijk 00 Hilvarenbeek (CBS-wijkcode:079800)
- Wijk 01 Esbeek (CBS-wijkcode:079801)
- Wijk 02 Biest-Houtakker (CBS-wijkcode:079802)
- Wijk 03 Diessen (CBS-wijkcode:079803)
- Wijk 04 Haghorst (CBS-wijkcode:079804)

Een statistische wijk kan bestaan uit meerdere buurten. Onderstaande tabel geeft de buurtindeling met kentallen volgens het Centraal Bureau voor de Statistiek (2008):
| CBS-buurtcode | Buurtnaam                         | Inwonertal | Opp. totaal (ha) | Opp. land (ha) | Ligging                |
| ------------- | --------------------------------- | ---------- | ---------------- | -------------- | ---------------------- |
| BU07980000    | Hilvarenbeek                      | 7890       | 311              | 311            | Locatie in de gemeente |
| BU07980009    | Verspreide huizen Hilvarenbeek    | 710        | 2956             | 2838           | Locatie in de gemeente |
| BU07980100    | Esbeek                            | 770        | 94               | 94             | Locatie in de gemeente |
| BU07980109    | Verspreide huizen Esbeek          | 430        | 2502             | 2494           | Locatie in de gemeente |
| BU07980200    | Biest-Houtakker                   | 640        | 94               | 94             | Locatie in de gemeente |
| BU07980209    | Verspreide huizen Biest-Houtakker | 210        | 541              | 532            | Locatie in de gemeente |
| BU07980300    | Diessen                           | 2870       | 209              | 208            | Locatie in de gemeente |
| BU07980301    | Baarschot                         | 190        | 30               | 30             | Locatie in de gemeente |
| BU07980309    | Verspreide huizen Baarschot       | 570        | 1889             | 1883           | Locatie in de gemeente |
| BU07980400    | Haghorst                          | 460        | 46               | 46             | Locatie in de gemeente |
| BU07980409    | Verspreide huizen Haghorst        | 370        | 976              | 963            | Locatie in de gemeente |